# 那須孝一
那須 孝一（なす こういち、1942年9月6日 - ）は、岩手県出身の元騎手。

## 来歴
1966年3月に東京・本郷重彦厩舎からデビューし、同5日の東京第2競走4歳未勝利・スズカケ（9頭中4着）で初騎乗を果たし、10月22日の東京第5競走障害4歳以上未出走・ニユーカチドキで初勝利を挙げる。1年目の同年は1勝に終わるが、2年目の1967年には初の2桁となる14勝をマークし、1969年まで3年連続2桁勝利を記録。
1967年には1月22日の中山第6競走5歳以上オープン・シンドバツトで平地初勝利、6月3日の新潟では初の1日2勝を挙げる。
3年目の1968年には10月26日・27日の新潟で初の2日連続勝利を挙げ、堀川三之助の所有馬アイズキノーで重賞昇格前の新潟3歳ステークス3着、サラボーンで東京障害特別（秋）・中山大障害（秋）3着に入った。
1969年にはサラボーンで東京障害特別（春）3着、アイズキノーで福島記念2着に入り、自己最多の17勝をマーク。
1970年にはアイズキノーで福島大賞典を制して自身唯一の重賞勝利を挙げ、1973年11月18日の新潟第7競走雪椿賞ではソーダライトでスルガスンプジョウの3着に入った。
1974年には今津福松厩舎に移籍し、5月5日の新潟第10競走谷川岳ステークスで後にホリスキーの母となるオキノバンダで3着に入った。
1975年には6年ぶりの2桁勝利となる12勝をマークし、1976年にはリュウパロンで新潟記念4着に入った。
1977年にはマツアイグルでNHK杯ではプレストウコウ・ラッキールーラに次ぐと同時にリュウキコウにアタマ差先着の5着に入り、東京優駿にも騎乗。
1978年には3年ぶりの2桁勝利となる12勝をマークしたほか、ストロングエイトと同じ栃木・ハイランド牧場生産馬で奥平真治厩舎のチェスナットヒルに騎乗し、新潟大賞典の前身となる新潟ステークス（第12回福島大賞典）では11頭中10番人気ながらニシキエースの3着に入った。
1980年には2年ぶりで最後の2桁勝利となる10勝をマークし、1982年にはシャインポートで新潟記念で10頭中10番人気ながら4着に入った。
1989年2月18日の東京第4競走4歳未勝利・リュウカムイが最後の勝利、同26日の中山第8競走4歳以上400万下・セントアイアン（16頭中6着）を最後に引退。

## 騎手成績
| 通算成績 | 1着 | 2着 | 3着 | 4着以下 | 出走回数 | 勝率 | 連対率 |
| -------- | --- | --- | --- | ------- | -------- | ---- | ------ |
| 平地     | 167 | 185 | 194 | 2127    | 2673     | .062 | .132   |
| 障害     | 6   | 17  | 16  | 39      | 78       | .077 | .295   |
| 計       | 173 | 202 | 210 | 2166    | 2751     | .063 | .136   |

主な騎乗馬
- アイズキノー（1970年福島大賞典）